# Magu

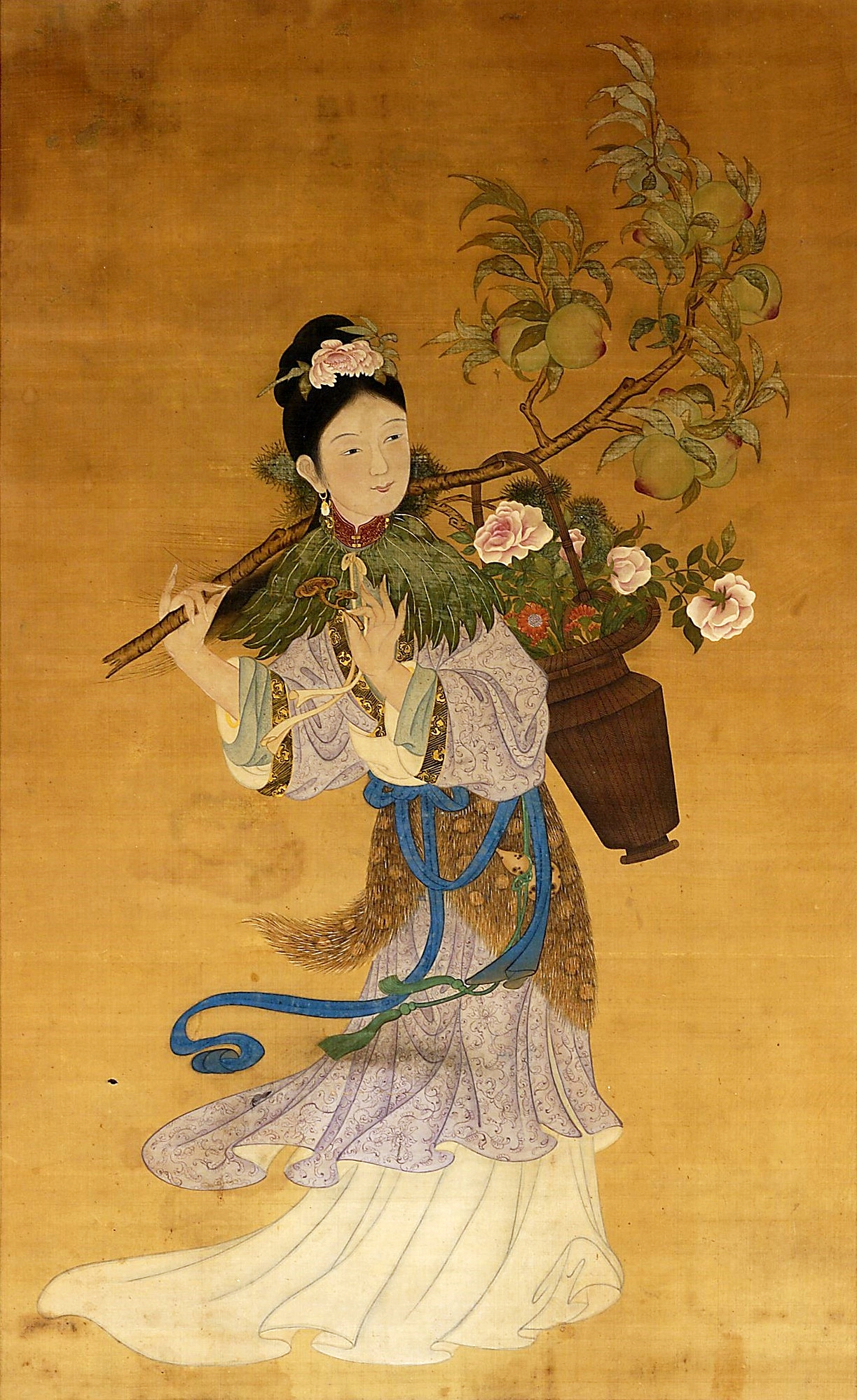
Wyobrażenie Magu na XVIII-wiecznym zwoju, ze zbiorów Muzeum Narodowego w Warszawie

Magu (chiń. 麻姑, pinyin Mágū) – w mitologii chińskiej piękna bogini, jedna z nieśmiertelnych (xian) w wierzeniach taoistycznych.
Przedstawiano ją z bambusowym kijem, na którym zawieszony był kosz. W koszu znajdowały się brzoskwinie i święte grzyby lingzhi. Zwierzętami towarzyszącymi bogini były jeleń cętkowany i żuraw, a rośliną sosna. Często przedstawiano ją w towarzystwie chłopca. Magu żyła w pałacu Xiwangmu w górach Kunlun. Trzy razy do roku odwiedzała ludzi, przynosząc im szczęście. W wielu regionach Chin budowano poświęcone jej świątynie, a jej imieniem nazywano góry i jaskinie.
Postać Magu do dziś umieszcza się na noworocznych obrazkach, na haftach i obrazkach dawanych w prezencie urodzinowym starszym kobietom jako symbol długowieczności.